# Samtgemeinde Fredenbeck
La comunità amministrativa di Fredenbeck (Samtgemeinde Fredenbeck) si trova nel circondario di Stade nella Bassa Sassonia, in Germania.

## Suddivisione
Comprende 3 comuni:
1. Deinste
2. Fredenbeck
3. Kutenholz

Il capoluogo è Fredenbeck.